# Südasiatische Wasserfledermaus
Die Südasiatische Wasserfledermaus (Myotis adversus) ist eine Art der Mausohren (Myotis) innerhalb der Fledermäuse (Chiroptera). Sie ist über Teile Südostasiens und Taiwan sowie von Neuguinea bis Australien und dem westlichen Ozeanien verbreitet.

## Merkmale
Die Südasiatische Wasserfledermaus erreicht eine Kopf-Rumpf-Länge von 51 bis 53 Millimetern und eine Schwanzlänge von 33 bis 48 Millimetern. Die Hinterfüße haben eine Länge von 10 bis 13 Millimeter und die Tibia ist mit 18 Millimetern fast doppelt so lang, wodurch die Art im englischen Sprachraum als „Large-Footed Myotis“ bezeichnet wird. Die Ohren messen 14 bis 18 Millimeter und sind damit vergleichsweise klein. Insgesamt handelt sich um eine relativ kleine Fledermausart. Die Unterarmlänge beträgt 38 bis 45 Millimeter und die Tiere haben einen lang ausgebildeten Calcar an der Hand zum Aufspannen der Flughaut. Die Handflughäute enden an den Fußknöcheln. Das Rückenfell ist rötlich braun, die Bauchseite dunkelbraun.
Der Schädel hat eine Gesamtlänge von 15,5 Millimeter und ist zart gebaut. Die kleinen Prämolaren sind in der Zahnreihe von der Seite sichtbar, der zweite und der dritte Prämolar sind durch eine Lücke getrennt.

## Verbreitung

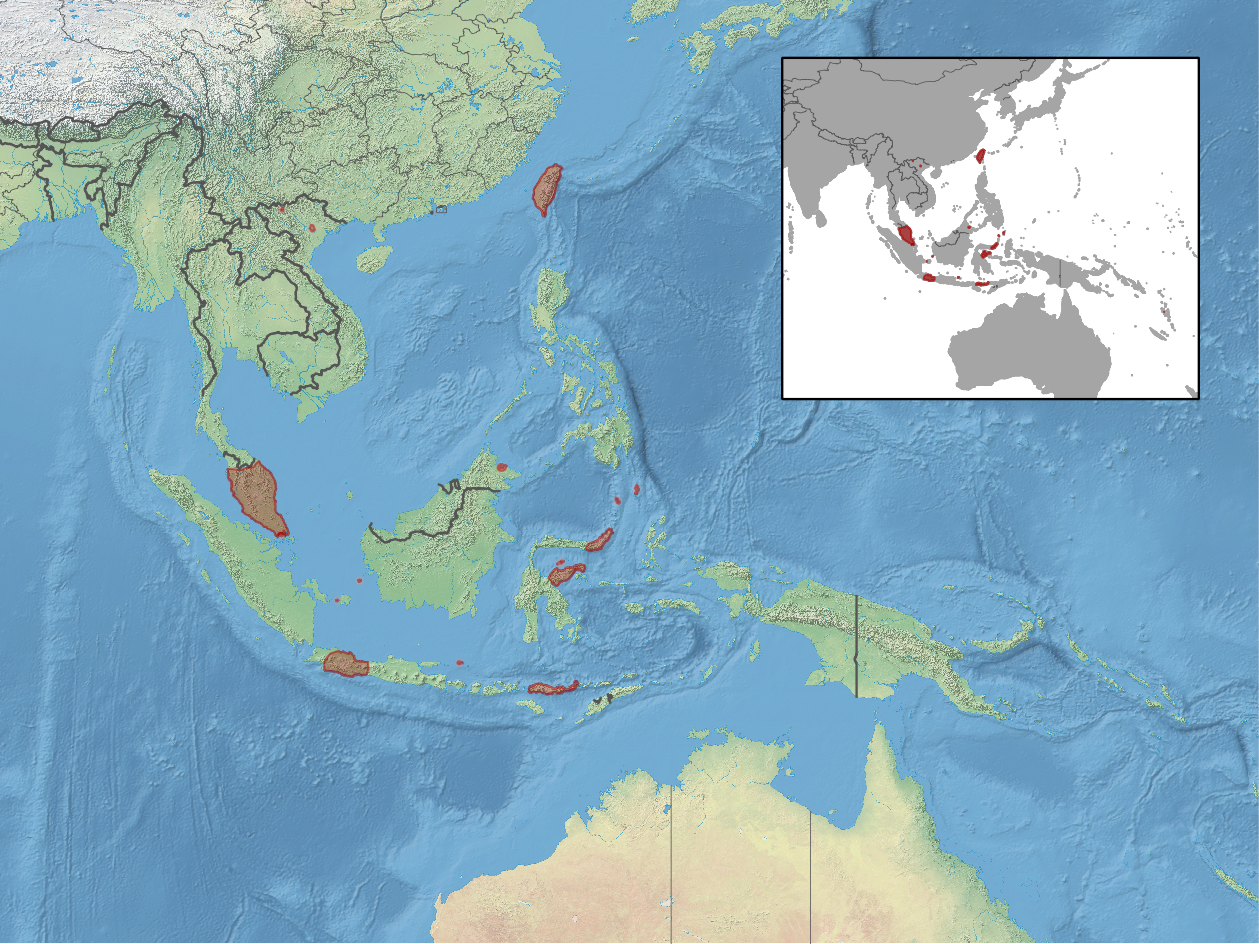
Verbreitungsgebiet (rot)

Die Südasiatische Wasserfledermaus lebt in Teilen Südostasiens, auf Taiwan sowie wahrscheinlich in einigen Regionen von Neuguinea bis Australien und dem westlichen Ozeanien. Nachgewiesen ist sie von der Malaiischen Halbinsel, Singapur, Taiwan, Borneo, den indonesischen Inseln Java, Sulawesi, Mendanau, Karakelong (Talaudinseln), Westtimor und Flores sowie den Kangeaninseln und den Togianinseln. Einige nicht verifizierte Belege stammen aus den Regionen Sa Pa und Hanoi in Vietnam. Nachweise der Art aus New South Wales in Australien wurden der Südlichen Langfußfledermaus (Myotis macropus) zugeordnet und ein weiterer Nachweis aus Vanuatu ist bislang nicht bestätigt.

## Lebensweise
Über die Lebensweise und ökologischen Ansprüche der weit verbreiteten Fledermausart liegen nur sehr wenige Angaben vor. In Taiwan kommt die Art im Flachland und in mittleren Höhen vor und ruht in Höhlen und künstlichen Tunneln. Wie andere Fledermäuse ernähren sie sich von Insekten, die sie häufig im Flug über Wasserflächen fangen. Aufgrund der langen Füße und der aquatischen Jagdweise wurde zudem vermutet, dass sie kleine Fische aus dem Wasser erbeuten könnten.

## Systematik
Die Südasiatische Wasserfledermaus wird als eigenständige Art den Mausohren (Gattung Myotis) zugeordnet. Die wissenschaftliche Erstbeschreibung stammt von Thomas Horsfield aus dem Jahr 1824, der sie anhand von Individuen von der indonesischen Insel Java beschrieb.
Innerhalb der Art werden einschließlich der Nominatform sechs Unterarten unterschieden:
- Myotis adversus adversus: Nominatform; beschrieben von der Insel Java.
- Myotis adversus carimatae
- Myotis adversus orientis
- Myotis adversus taiwanensis: endemisch auf der Insel Taiwan.
- Myotis adversus tanimbarensis
- Myotis adversus wetarensis

Mach Ansicht einzelner Wissenschaftler stellt Myotis adversus taiwanensis eine eigenständige Art dar. Teilweise wurde in der Vergangenheit auch Myotis macropus, Myotis moluccarum und Myotis solomonis als Unterarten betrachtet, gelten heute jedoch als eigenständig.

## Gefährdung und Schutz
Die Art wird von der International Union for Conservation of Nature and Natural Resources (IUCN) aufgrund des großen Verbreitungsgebiets und der damit verbundenen angenommenen hohen Bestandszahlen als nicht gefährdet („least concern“) eingestuft. Größere Bedrohungen für den Artbestand sind nicht bekannt, allerdings liegen auch nur wenige Daten zum aktuellen Bestand und die Lebensweise und ökologischen Ansprüche der Art vor, zudem die Art häufig mit anderen Arten der Gattung verwechselt wird. Regional könnte die Entwaldung und der Lebensraumverlust negative Effekte auf die Populationen haben.

## Belege
1. 1 2 3 4 5 6  Don E. Wilson Large-Footed Myotis. In: Andrew T. Smith, Yan Xie: A Guide to the Mammals of China. Princeton University Press, 2008; S. 371, ISBN 978-0-691-09984-2.
2. 1 2 3 4 5  Myotis adversus in der Roten Liste gefährdeter Arten der IUCN 2017-3. Eingestellt von: A.M. Hutson, T. Kingston, C. Francis, 2008. Abgerufen am 1. Januar 2018.
3. ↑  Kyle Armstrong, Yuki Konishi: Bat call identification from the south coast of Timor-Leste, Worley Parsons Services Pty Ltd., März 2012.
4. 1 2 3  Don E. Wilson & DeeAnn M. Reeder (Hrsg.): Myotis adversus in Mammal Species of the World. A Taxonomic and Geographic Reference (3rd ed).